# Bierne (Nord)
Bierne (in olandese Bieren) è un comune francese di 1 652 abitanti situato nel dipartimento del Nord, nella regione dell'Alta Francia.

## Società

### Evoluzione demografica
Abitanti censiti